# 배틀 인 시애틀
《배틀 인 시애틀》(영어: Battle in Seattle)은 미국, 캐나다, 독일에서 제작된 스튜어트 타운젠드 감독의 2007년 정치 액션 스릴러 영화이다. 샬리즈 세런, 미셸 로드리게스, 마틴 헨더슨, 우디 해럴슨, 안드레이 3000 등이 출연하였고, 메리 앨로 등이 제작에 참여하였다.

## 출연진
- 샬리즈 세런
- 미셸 로드리게스
- 마틴 헨더슨
- 우디 해럴슨
- 안드레이 벤저민
- 코니 닐센
- 레이 리오타
- 타이 마
- 이바나 밀리체비치
- 채닝 테이텀
- 제니퍼 카펜터
- 조슈아 잭슨
- 이자크 드방콜레
- 라데 셰르베지야
- 게리 허드슨
- 바버라 타이슨
- 리처드 이언 콕스
- 라이언 맥도널드
- 루이스 치릴로
- 켄 커진거
- 브렛 다이어
- 지나 홀든
- 해스컬 웩슬러
- 피터 신코다 (크레디트 미기재)

## 기타 제작진
- 공동 제작: 데이비드 플래너건, 린지 매캐덤, 앙드레 룰로
- 라인 제작: 로버트 리
- 협력 제작: 나탈리 브리지트 부스토스, 미셸 퍼터먼, 로버트 걸레티, 브렌트 A. 존슨
- 배역: 세라 헤일리 핀, 랜디 힐러
- 미술: 크리스 오거스트
- 세트: 섀넌 머피
- 의상: 앙드레아 데로슈